# Jochstock
Der Jochstock (auch Ober Ochsenstöckli) ist ein Berg in den Urner Alpen.
Der Berg ist 2563 m ü. M. hoch und liegt westlich des Titlis. Auf dem Gipfel stossen die Gebiete der Gemeinden Wolfenschiessen, Innertkirchen und Engelberg aneinander. Der Gipfel ist somit eines von zwei Dreiländerecken der Kantone Nidwalden, Obwalden und Bern (der zweite Punkt ist der Graustock).
Ein Sessellift führt vom Jochpass auf den Jochstock.